# ناتالی گایزنبرگر
ناتالی گایزنبرگر (آلمانی: Natalie Geisenberger؛ زادهٔ ۵ فوریهٔ ۱۹۸۸) ورزشکار لژسواری اهل آلمان است.
وی در مسابقات کشوری و بین‌المللی در مجموع برندهٔ ۱۹ مدال طلا، ۸ مدال نقره، ۳ مدال برنز شده‌است.